# Omwalling van Bilzen
De omwalling van de stad Bilzen is zeker terug te voeren tot omstreeks 1386, toen Bilzen één der Goede Steden van het prinsbisdom Luik was. De omwalling was toen al voltooid, en had een vrijwel ronde vorm, hetgeen zich vertaalde in een concentrisch stratenpatroon, voorzien van enkele hoofdassen die op stadspoorten uitkwamen.
Deze poorten waren:
- De Nutspoort of Hasseltsepoort, aan het einde van de Genutstraat, in noordwestelijke richting
- De Brugpoort of Maastrichterpoort, aan de Brugstraat, in zuidoostelijke richting
- De Pypenpoort of Kempische poort, aan de weg naar Munsterbilzen, in noordoostelijke richting

Een vierde weg, de Korenstraat, richting Hoeselt, in zuidoostelijke richting, liep aanvankelijk dood op de omwalling, maar ze gaf door middel van een houten brug over de gracht, de Honsbrug, de mogelijkheid aan de inwoners van Hoeselt en Merem om de stad binnen te gaan.
In 1806 bestond nog een groot deel van de omwalling, maar in 1819 werden de grachten al gedempt. In 1820 werd de Pypenpoort afgebroken, en in 1822 volgden de Brugpoort en de Nutspoort.

## Heden
Van de vroegere stadsomwalling van Bilzen zijn geen overblijfselen meer te vinden.
Straatnamen als Demerwal, Korenwal, Ridderwal en Kloosterwal, herinneren echter nog aan de stadsomwalling, wier loop deze straten volgen.

## Bron
- Onroerend erfgoed